# Sun Bowl 2021
Match précédent Match suivant
Le Sun Bowl 2021 est un match de football américain de niveau universitaire joué après la saison régulière de 2021, le 31 décembre 2021 au Sun Bowl Stadium situé à El Paso dans l'État du Texas aux États-Unis.
Il s'agit de la 87e édition du Sun Bowl.
Le match met en présence l'équipe des Cougars de Washington State issue de la Pacific-12 Conference et l'équipe des Chippewas de Central Michigan issue de la Mid-American Conference.
Il débute à 12 h 10 locales (18 h 10 en France) et est retransmis à la télévision par ESPN.
Sponsorisé par la société Kellogg's Frosted Flakes (en), le match est officiellement dénommé le 2021 Tony The Tiger Sun Bowl en référence à la mascotte de cette société.
Central Michigan gagne le match sur le score de 24 à 21.

## Présentation du match
Le match devait initialement opposer les Cougars de Washington State aux Hurricanes de Miami. Cependant, le 26 décembre 2021, l'université de Miaami annonce que son équipe ne sera pas capable de jouer le match, un trop grand nombre de ses joueurs étant blessés ou indisponibles à la suite de la pandémie de Covid-19. Les organisateurs tentent alors de trouver une équipe disponible pour remplacer les Hurricanes.
Le 27 décembre, l'équipe des Chippewas de Central Michigan, qui devait initialement jouer l'Arizona Bowl (annulé à la suite du désistement de l'équipe des Broncos de Boise State), acceptent l'invitation à jouer le Sun Bowl.
Il s'agit de la 1re rencontre entre les deux équipes.
| Équipes                           | Conférences | Entraîneurs                   | Stats. saison rég. | Classements avant le bowl | Classements avant le bowl | Classements avant le bowl |
| --------------------------------- | ----------- | ----------------------------- | ------------------ | ------------------------- | ------------------------- | ------------------------- |
| Équipes                           | Conférences | Entraîneurs                   | Stats. saison rég. | CFP                       | AP                        | Coaches                   |
| Cougars de Washington State       | Pac-12      | Jake Dickert (en) (2e saison) | 7 - 5              | NC                        | NC                        | NC                        |
| Chippewas de Central Michigan     | MAC         | Jim McElwain (2e saison)      | 8 - 4              | NC                        | NC                        | NC                        |
| - Arbitre : Larry Smith (Big Ten) |             |                               |                    |                           |                           |                           |

### Cougars de Washington State
Avec un bilan global en saison régulière de 7 victoires et 5 défaites (6-3 en matchs de conférence), Washington State est éligible et accepte l'invitation pour participer au Sun Bowl de 2021.
Ils terminent 2e de la Division Nord de la Pacific-12 Conference derrière les no 14 Oregon.
À l'issue de la saison 2021, ils n'apparaissent pas dans les classements CFP, AP et Coaches.
Il s'agit de leur 2e participation au Sun Bowl :
| Saisons | Dates            | Vainqueurs       | Scores | Finalistes | Bilan     |
| ------- | ---------------- | ---------------- | ------ | ---------- | --------- |
| 2015    | 26 décembre 2015 | Washington State | -      | Hurricanes | V : 1 - 0 |

| Logo     | Postes             | Joueurs                                          | Statistiques                                                      |
| -------- | ------------------ | ------------------------------------------------ | ----------------------------------------------------------------- |
|          | Quarterback        | Jayden de Laura                                  | 220/342 passes réussies pour 2 751 yards, 23 TDs, 9 interceptions |
| Coureur  | Max Borghi         | 160 courses pour 880 yards nets gagnés et 12 TDs |                                                                   |
| Receveur | Calvin Jackson Jr. | 63 réceptions pour 955 yards et 7 TDs            |                                                                   |

### Chippewas de Central Michigan
Avec un bilan global en saison régulière de 8 victoires et 4 défaites (6-2 en matchs de conférence), Central Michigan est éligible et accepte l'invitation pour participer au Sun Bowl de 2021.
Ils terminent 2e de la Division Ouest de la Mid-American Conference derrière Northern Illinois.
À l'issue de la saison 2021, ils n'apparaissent pas dans les classements CFP, AP et Coaches.
Il s'agit de leur première apparition au Sun Bowl.
| Logo     | Postes          | Joueurs                                             | Statistiques                                                      |
| -------- | --------------- | --------------------------------------------------- | ----------------------------------------------------------------- |
|          | Quarterback     | Daniel Richardson                                   | 173/282 passes réussies pour 2 424 yards, 23 TDs, 5 interceptions |
| Coureur  | Lew Nichols     | 311? courses pour 1 710 yards nets gagnés et 15 TDs |                                                                   |
| Receveur | Kalil Pimpleton | 58 réceptions pour 929 yards et 4 TDs               |                                                                   |